# Richard Pfeiffer
Richard Friedrich Johannes Pfeiffer, född 27 mars 1858 i Zduny, provinsen Posen, död 15 september 1945 i Bad Landeck, Schlesien, var en tysk läkare.
Pfeiffer blev 1880 medicine doktor, 1887 assistent vid hygieniska institutet i Berlin, 1891 föreståndare för den vetenskapliga avdelningen av institutet för infektionssjukdomar i Berlin. Han vistades 1897 i Indien för studier av pesten och 1898 i Italien för studier av malarian. Han kallades 1899 till professor i hygien i Königsberg och 1909 till innehavare av samma professur i Breslau. 
Pfeiffer upptäckte 1892 influensabacillen, Haemophilus influenzae, och 1894 de specifika bakteriolytiska immunsera; därjämte publicerade han en mängd avhandlingar i facktidskrifterna samt utgav tillsammans med Carl Fraenkel Mikrophotographischer Atlas der Bakterienkunde (andra upplagan 1893-95) och tillsammans med Bernhard Proskauer Encyklopädie der Hygiene (två band, 1902-05).
Pfeiffer blev 1907 hedersledamot av Svenska Läkaresällskapet, erhöll 1910 dess Pasteur-medalj i guld, samt invaldes 1929 som utländsk ledamot av svenska Vetenskapsakademien.